# Eburodacrys aenigma
Eburodacrys aenigma là một loài bọ cánh cứng trong họ Cerambycidae.